# Uras
Uras o Urash fue una diosa ctónica de la religión sumeria y una de las consortes de Anu, madre de Ninsuna y la abuela del héroe Gilgamesh.
«Uras» también puede haber sido un nombre alternativo para Antum, otra esposa de Anu. El nombre se ha usado para denominar a Anu mismo, adoptando el significado de 'cielo'. Ninurta también parece haberse llamado Uras en tiempos posteriores.